# Woskrzenice Małe
Woskrzenice Małe – wieś w Polsce położona w województwie lubelskim, w powiecie bialskim, w gminie Biała Podlaska.
Wieś magnacka położona była w końcu XVIII wieku w hrabstwie bialskim w powiecie brzeskolitewskim województwa brzeskolitewskiego. W latach 1975–1998 miejscowość administracyjnie należała do województwa bialskopodlaskiego.
Wieś jest sołectwem w gminie Biała Podlaska. Według Narodowego Spisu Powszechnego z roku 2011 wieś liczyła 308 mieszkańców.
Wierni Kościoła rzymskokatolickiego należą do parafii św. Michała Archanioła w Woskrzenicach Dużych.